# 8833 Acer
8833 Acer è un asteroide della fascia principale. Scoperto nel 1989, presenta un'orbita caratterizzata da un semiasse maggiore pari a 2,8721492 UA e da un'eccentricità di 0,1315013, inclinata di 9,66001° rispetto all'eclittica.